# Štúrovo
Štúrovo  (slovaque : Parkan avant 1948 ; allemand : Gockern ; hongrois : Párkány) est une ville de 11 122 habitants du sud-ouest de la Slovaquie. Elle est située à la confluence du Danube et du Hron sur la rive opposée à la ville hongroise d'Esztergom, à laquelle elle est reliée par le pont Marie-Valérie. La ville a ainsi la particularité d'avoir le nom des rues aussi bien en slovaque qu'en hongrois.

## Histoire
Première mention écrite du village en 1247.
Défaite des turcs par les Impériaux en 1684.
En 1948, la ville alors appelée Parkan a été renommée d'après Ľudovít Štúr.

## Démographie

### Évolution de la population
| Année:               | 1994.  | 2004.    | 2014.   | 2024.    |
| -------------------- | ------ | -------- | ------- | -------- |
| Nombre de personnes: | 13 512 | 11 290   | 10 568  | 9322     |
| Différence:          |        | -16,44 % | -6,39 % | -11,79 % |

| Année:               | 2023. | 2024.   |
| -------------------- | ----- | ------- |
| Nombre de personnes: | 9361  | 9322    |
| Différence:          |       | -0,41 % |

## Transports
La gare de Štúrovo se situe à environ 20 minutes à pied du centre-ville et à 30 minutes d'Esztergom. Des trains relient quotidiennement Štúrovo à Bratislava et à Budapest.

## Jumelages
La ville de Štúrovo est jumelée avec :
- Esztergom (Hongrie) depuis le 17 octobre 1991
- Bruntál (Tchéquie)
- Castellarano (Italie) depuis le 9 octobre 1993
- Baraolt (Roumanie) depuis le 9 septembre 2005
- Novi Bečej (Serbie) depuis le 25 novembre 2005
- Kłobuck (Pologne) depuis le 28 septembre 2007